# محله هوایی کورتنی
محله هوایی کورتنی (به انگلیسی: Courtenay Airpark) یک فرودگاه همگانی با کد یاتا YCA است که یک باند فرود آسفالت دارد و طول باند آن ۵۴۹ متر است. این فرودگاه در کشور کانادا قرار دارد و در ارتفاع ۳ متری از سطح دریا واقع شده‌است.